# Johann Riedel

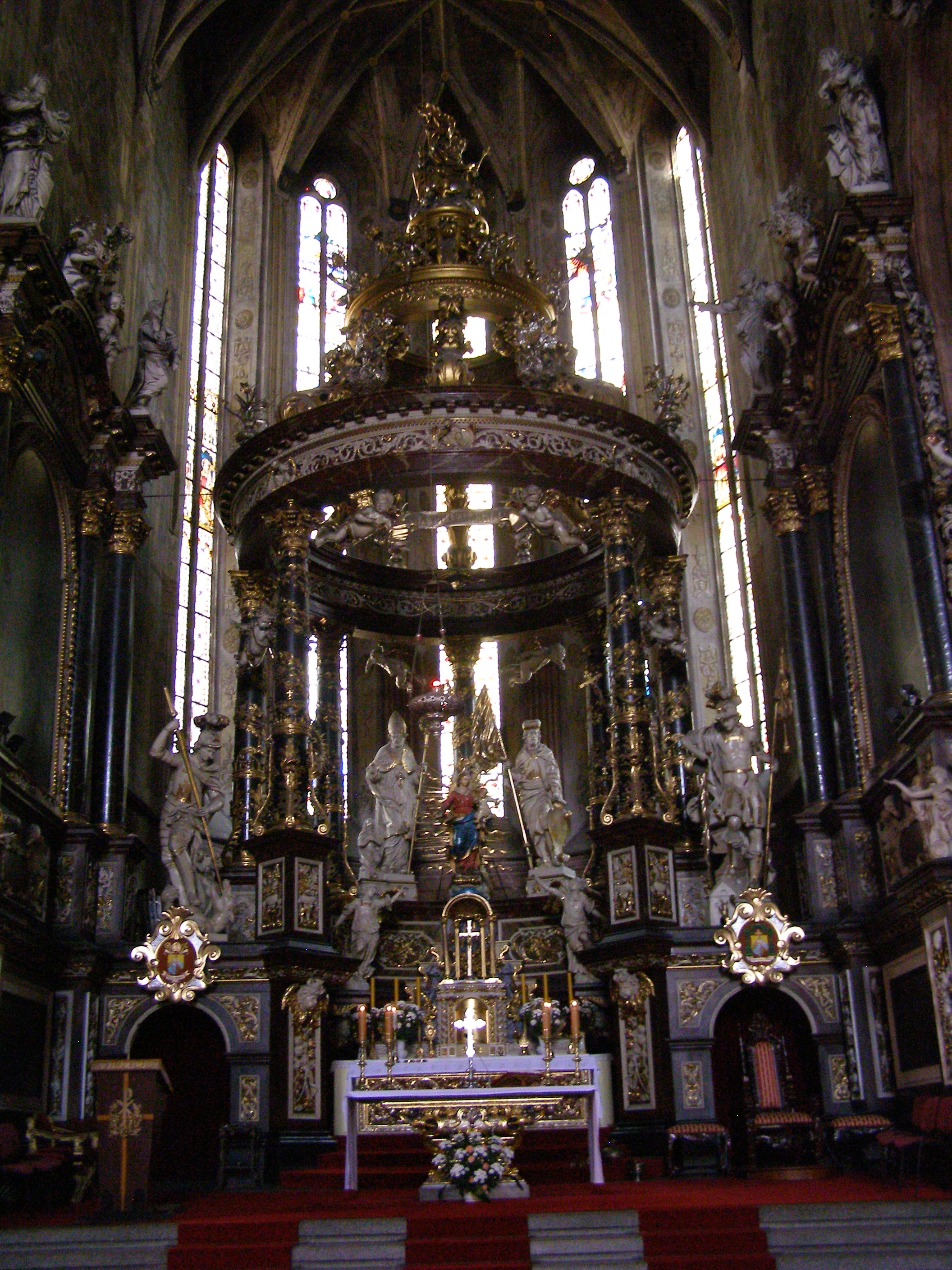
Ołtarz główny wraz z pseudonastawami przy ścianach w katedrze świdnickiej. Dzieło J. Riedla.

Johann Riedel (ur. 22 kwietnia 1654 w Wildgrub, zm. 2 stycznia 1736 w Świdnicy) – niemiecki jezuita i rzeźbiarz tworzący w stylu barokowym, aktywny głównie w Świdnicy.
Rzeźbiarstwa uczył się w Bruntálu, później w Kutnej Horze. Dalszą naukę odbył w Lyonie w 1681 r. i w Paryżu (1681–1682). W 1682 przybył do Pragi, gdzie w tymże roku wstąpił do zakonu jezuickiego. W 1692 przeprowadził się do jezuickiego klasztoru w Świdnicy, gdzie został projektantem i głównym wykonawcą barokizacji tamtejszego kościoła jezuickiego (obecnie katedry), wykonując m.in. ołtarz główny z baldachimem wraz z dwoma pseudonastawami w prezbiterium, wystrój wraz z ołtarzami i boazeriami kaplic: Franciszka Ksawerego i Ignacego Loyoli, ołtarze Ukrzyżowania oraz NMP Niepokalanie Poczętej, tudzież 3 ołtarze boczne nawy północnej. Całość kompozycji Riedla wykazuje ślady wpływów baroku francuskiego.
Warsztatowi Riedla przypisuje się też wystrój rzeźbiarski dwóch bocznych kaplic kościoła w Konarach, w tym ołtarze i 8 figur świętych, z których figury św. Anny, Barbary, Elżbiety i Leopolda przypisuje się samemu Riedlowi.    
W 1682 r. napisał autobiografię (wydana drukiem w 1930 r. oraz w 2012 r.).